# Galicische diaspora

Inwoners van Galicische afkomst in 2023
+ 100,000
+ 10,000
+ 1,000

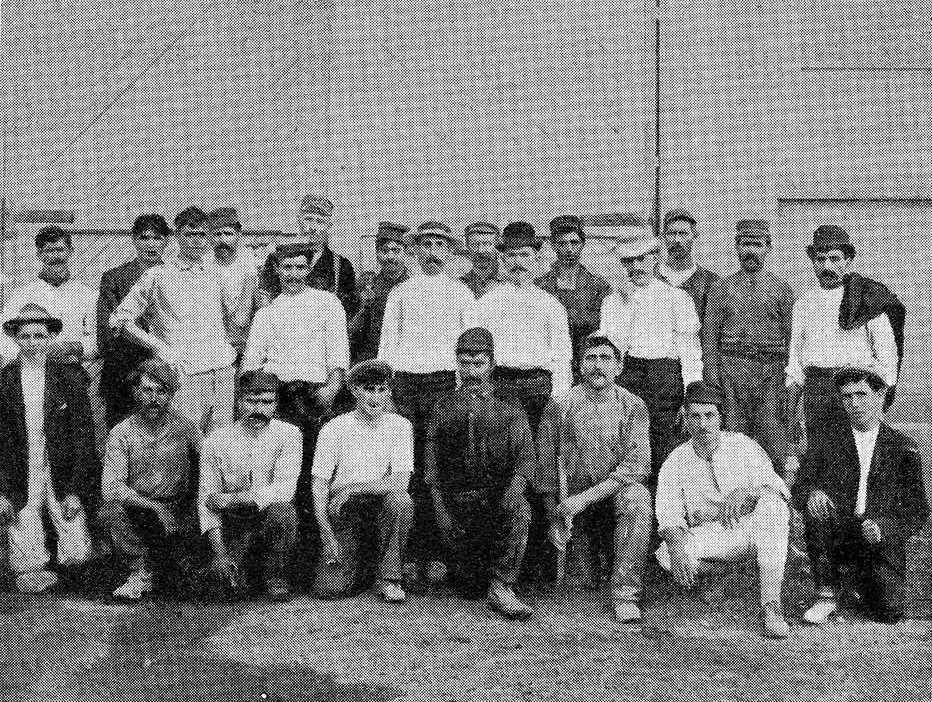
Galicische arbeiders in een Amerikaanse cementfabriek, 1910

De Galicische diaspora was het proces van massale emigratie van Galiciërs dat plaatsvond gedurende de laatste drie decennia van de 19e eeuw tot ver na het midden van de 20e eeuw. Tussen 1850 en 1960 vertrokken ruim twee miljoen Galiciërs naar landen in Amerika. Dit fenomeen had een aanzienlijke sociaal-economische, politieke en culturele impact op Galicië.
In het tweede decennium van de 21e eeuw begon als gevolg van de financiële crisis in  Spanje een tweede golf van Galicische emigratie, voornamelijk naar Europese landen zoals Duitsland en het Verenigd Koninkrijk, gevormd door voornamelijk jonge mensen die gestudeerd hebben en een gemiddeld tot hoge culturele achtergrond hebben.